# Чесна бідність
«Чесна бідність» (англ. Is There for Honest Poverty), або «Людина є людина» (англ. A Man's a Man for A' That), «Нічого, нічого» (англ. For a' That and a' That) — вірш Роберта Бернса 1795 року. Твір написано англійською мовою з елементами шотландської. Вірш відомий своїми егалітарними суспільними ідеями, які також можна розглядати крізь призму ідей республіканізму, що постав у XVIII столітті.

## Історія та форма
Письменник написав вірш «Чесна бідність» після ознайомлення з книжкою Томаса Пейна «Права людини». Вірш має форму народної шотландської пісні — восьми рядкову строфу з рефреном, що підкреслює провідну думку твору. Однак, на відміну від народних пісень, у вірші простежується чіткий сюжет та динамічність викладу. Вірш став неофіційним національним гімном Шотландії, де його також називають «марсельєзою простих людей». У травні 1999 року співачка Шієна Веллінгтон виконала пісню «Чесна бідність» у перевідкритому Парламенті Шотландії, де вдруге пісня прозвучала аж 2016 року, цього разу у виконанні музиканта Мідж Юра. Окрім того, пісня виконувалась на похоронах Дональда Дьюара, першого міністра Шотландії. На гербі Шотландського кваліфікаційного відомства ясніє вираз «pride o' worth», взятий з вірша Бернса.
Вірш складається з п'яти восьмирядкових строф та написаний ямбічною стопою. Перші чотири строфи мають римування a b a b bb c b, а п'ята — a b c b bb d b. Автор використовує велику кількість синкоп, повторів, метафор, епітетів та просторічної лексики. У творі простежується чітка антитеза: багаті — бідні.

## Переклади
1843 року світ побачив німецький переклад вірша «Чесна бідність» у виконанні Фердинанда Фрейліґрата, який назвав німецьку версію «Хоч би там що». Українською мовою вірш перекладали: Іван Франко, Павло Грабовський, Микола Лукаш, Василь Мисик, Віктор Марач та Святослав Караванський.